# Monteverdi Sierra
 (mai 2017).
Si vous disposez d'ouvrages ou d'articles de référence ou si vous connaissez des sites web de qualité traitant du thème abordé ici, merci de compléter l'article en donnant les références utiles à sa vérifiabilité et en les liant à la section « Notes et références ».
La Monteverdi Sierra est une berline de luxe produite par le constructeur suisse Monteverdi entre 1977 et 1980.
Design :
La Monteverdi Sierra reprenait le châssis de la Plymouth Volaré sortie en 1975, à laquelle on avait apporté un peu plus d'élégance. Les feux arrière étaient repris de la Renault 12.
Motorisations :
La Monteverdi Sierra a reçu le moteur V8 d'origine Chrysler qui équipait déjà la Plymouth Volaré, un 5,2 litres développant 152 chevaux ou un 5,9 litres de 180 chevaux. La version 152 ch atteignait 185 km/h et la version 180 ch pouvait monter jusqu'à 210 km/h. Le 0-100 km/h été effectué en environ 10 secondes. La transmission était une boîte automatique TorqueFlite à 3 rapports. Elle consommait entre 14 et 20 litres aux 100 km.
Équipements :
La Sierra été équipée de sièges en cuir mais l'équipement comportait aussi l'air climatisé, les vitres électriques, les sièges électriques, le verrouillage centralisé, un régulateur de vitesse et des vitres teintées en option.
Elle fut déclinée en cabriolet avec le moteur V8 de 5,9 litres qui développait 190 ch. Un total d'environ 50 exemplaires de la Monteverdi Sierra sortirent des usines, tous modèles confondus, dont 3 cabriolets et une version break.

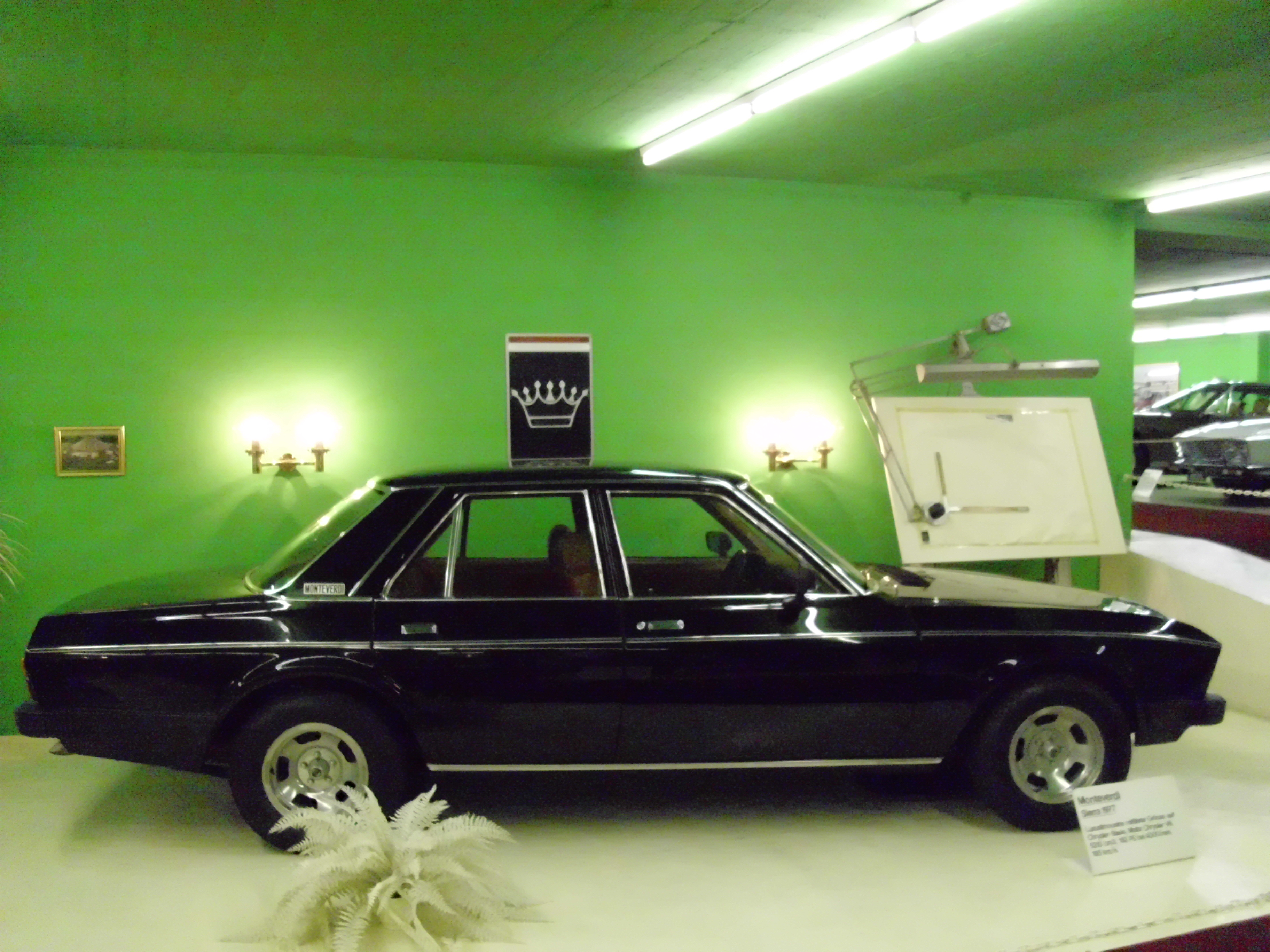
Monteverdi Sierra